# Dogma central
El Dogma central de la biologia molecular és una hipòtesi publicada per Francis Crick el 1958 constatant que el flux de la informació genètica segueix exclusivament des de l'ADN passant per l'ARN fins a la seqüència d'aminoàcids de les proteïnes.
L'ADN conté la informació sobre la seqüència d'aminoàcids de totes les proteïnes d'una cèl·lula i, a més, més informació que permeten l'expressió genètica regulada (= aplicació de la informació genètica en el RNA i proteïnes). Quan una cèl·lula es divideix, tota la informació emmagatzemada en l'ADN ha de ser tramitada a les cèl·lules filles. Això queda assegurat per fer una còpia de l'ADN complet abans de la divisió cel·lular. Aquest procés es denomina replicació.
Una cèl·lula no necessita totes les proteïnes al mateix temps en quantitat igual. Per tant, és raonable per sintetitzar només les proteïnes necessàries. Per a la síntesi de proteïnes tant, no és disponible tota la informació de l'ADN, però la informació específica sobre les seqüències d'aminoàcids de les proteïnes necessàries.
Llavors, el flux d'informació genètica s'executa en dues direccions:
1. durant la replicació entre ADN i ADN,
2. durant la síntesi de proteïnes de l'ADN a les proteïnes a través de l'ARN, que fa de a mediador.

Fins a la dècada de 1970 es creia que en tots els organismes, la informació genètica en l'expressió gènica només flueix en una direcció (ADN → ARN → Proteïna) el que es diu el dogma central de la biologia molecular. Des dels anys 1970 sabem que existeix una excepció: els retrovirus, la genoma dels quals és compost per ARN, produeixen una còpia d'ADN del seu genoma (transcripció inversa) i integren aquesta còpia en el genoma de l'hoste.